# Walther von Brauchitsch
Heinrich Alfred Hermann Walther von Brauchitsch (4. oktober 1881 – 18. oktober 1948) var en adelig tysk feltmarskal og øverstkommanderende for den tyske hær i de første år af 2. Verdenskrig.

## Tidlige liv
Brauchitsch blev født i Berlin som femte søn af en kavalerigeneral. Han gik på Berlins bedste skole, Französisches Gymnasium. Brauchitsch blev udnævnt til officer i den preussiske garde i 1900. Han var en fremragende officer. Inden 1. Verdenskrig blev han udpeget til den prestigefyldte generalstab. Han giftede sig med Elizabeth von Karstedt, der var arving til 120.000 ha i Pommern.

## Wehrmacht
I 1933 kom Adolf Hitler og nazistpartiet til magten og begyndte at udvide militæret. Brauchitsch blev udnævnt til leder af militærdistriktet Østpreussen. Hans speciale var artilleri. I 1937 blev han leder af 4. Armegruppe.
Som mange andre tyske generaler var Brauchitsch modstander af meget i det nazistiske system, men han var også tilhænger af nazisternes politik om genoprustning og var blændet af Hitlers personlighed. I 1938 forlod Brauchitsch sin kone efter 28 år. Han ville gifte sig med Charlotte Rüffer (senere gift Schmidt), den smukke unge datter af en dommer i Schlesien og ivrig beundrer af nazisterne. Hitler så bort fra sin sædvanlige antipati mod skilsmisser og opmuntrede von Brauchitsch til at blive skilt og gift igen. Hitler lånte ham endda 80.000 rigsmark, som han manglede, da familiens formue tilhørte hans kone. I samme måned blev Brauchitsch udnævnt til øverstkommanderende for hæren efter general Werner von Fritsch, som var afskediget efter anklager om homoseksualitet.
Brauchitsch var utilfreds med SS' stigende magt og mente, at de forsøgte at overtage hærens opgaver som landets væbnede styrker. Han skændtes med Erich Koch, (Gauleiter) i Østpreussen, og Adolf Hitler måtte løse konflikten mellem dem.
I lighed med general Ludwig Beck var Brauchitsch modstander af Hitlers annektering af Østrig (Anschluss) og Tjekkoslovakiet (se Fall Grün), selv om han ikke gik imod Hitlers krigsplaner. Han gjorde intet, da Beck bad ham om at overtale hele generalstaben til at træde tilbage, hvis Hitler fortsatte med invasion af Tjekkoslovakiet.
I september 1938 begyndte en gruppe officerer at konspirere mod Hitler og forsøgte gentagne gange at overtale Brauchitsch til, som hærens øverstkommanderende, at lede det forventede kup, men det eneste tilsagn han gav dem var: "Jeg vil ikke foretage mig noget, men jeg vil ikke stoppe andre fra at handle". Efter at kupforsøget i 1938 var brudt sammen, ignorerede Brauchitsch alle appeller fra Beck og de andre konspiratorer om at bruge hæren til at afsætte Hitler, inden Tyskland blev kastet ud i en verdenskrig.

## 2. Verdenskrig
Den 5. november 1939 forberedte hærens generalstab et memorandum med det formål at anbefale, at undlade et angreb mod Vestmagterne samme efterår. Brauchitsch accepterede tøvende at læse dokumentet op for Hitler. Dokumentets anbefalinger videregav ikke uenigheden i generalstaben, som var urolig over, at dens planlægning og gennemførelse af felttoget i Polen var blevet påvirket ned til regimentsniveau. Mere generelt var generalstaben urolig over hærens stilling som statens primære magtudøver, efter at Hitler var kommet til magten. Det blev overladt til Brauchitsch at give udtryk for denne uro, hvilket han gjorde, idet han sagde, at "OKH ville være taknemmelig for en forståelse for, at den, og den alene var ansvarlig for gennemførelsen af fremtidige felttog". Forslaget blev modtaget med "en isnende stilhed", hvorefter Brauchitsch fortsatte med at beklage sig over, at "den aggressive ånd i det tyske infanteri var sørgeligt under standarden fra 1. Verdenskrig ... [der havde været] visse symptomer på lydighedsnægtelse i stil med dem i 1917-18". Hitler svarede med et voldsomt raseri og beskyldte både generalstaben og Brauchitsch personligt for manglende loyalitet, fejhed, sabotage og defaitisme. Lederen af hærens generalstab, Franz Halder, der var hovedmand bag memorandummet, skrev, at optrinnet var "yderst grimt og ubehageligt". Han vendte tilbage til hovedkvarteret i Zossen, hvor "han ankom i så dårlig forfatning, at han i starten kun kunne give en noget usammenhængende gengivelse af forløbet". Hitler indkaldte derpå til et møde med generalstaben for at erklære, at han ville knuse de Vestallierede i løbet af et år. Han svor også at ville "ødelægge ånden fra Zossen" – en trussel, som fyldte Halder med panik i en grad, at han tvang konspiratorerne til at opgive deres andet kupforsøg.
Brauchitsch blev udnævnt til feltmarskal i 1940 og var nøgleperson i Hitlers Blitzkrieg på Vestfronten og lavede ændringer i den oprindelige plan om krigen mod Frankrig. Efter at Frankrig var erobret, planlagdes operation Seelöwe (invasionen af Storbritannien). Var den lykkedes, var det Hitlers plan at give Brauchitsch magten over den nye erobring. Luftwaffe kunne imidlertid ikke etablere det nødvendige luftherredømme, og planen blev opgivet.
Da Tyskland vendte sig mod øst og invaderede Sovjetunionen i 1941, resulterede hærens manglende erobring af Moskva i Hitlers fjendskab. Tingene gik yderligere ned ad bakke for Brauchitsch, da han fik et alvorligt hjertetilfælde, og Hitler afskedigede ham den 19. december. Brauchitsch tilbragte de sidste tre år af krigen i Tři Trubky jagthytten i Brdy bjergene sydvest for Prag.

## Død
Efter krigen blev Brauchitsch arresteret og tiltalt for krigsforbrydelser, men døde i Hamburg i 1948 inden retssagen.
Brauchitsch var onkel til Manfred von Brauchitsch, en Mercedes-Benz "Silver Arrow" Grand Prix kører i 1930'erne. Brauchitsch var en stor beundrer af feltmarskal von Moltke og plejede at besøge hans kontor, som var omdannet til museum.

## References
1. ↑  I.C.B Dear; M.R.D. Foot (2005). Oxford Companion to the Second World War (paperback udgave). Oxford University Press. ISBN 0-1928-0666-1.
2. ↑  "Britannica entry on Von Brauchitsch". Arkiveret fra originalen 2. januar 2013. Hentet 2007-01-07.
3. ↑  History Channels udsendelse Hitler's Britain
4. ↑  "Island farm site". Arkiveret fra originalen 24. oktober 2008. Hentet 2007-01-06.

- 1. april 1940, Life
- "Blitzkrieger". Time. 25. september 1939. Arkiveret fra originalen 30. september 2007. Hentet 11. marts 2009.